# Tournon-sur-Rhône
Tournon-sur-Rhône [tuʁnɔ̃ syʁ ʁon] ist eine französische Gemeinde mit 11.302 Einwohnern (Stand 1. Januar 2022) im Département Ardèche in der Region Auvergne-Rhône-Alpes, etwa 80 km südlich von Lyon am rechten Ufer der Rhone gelegen. In Tournon mündet der aus dem Zentralmassiv kommende Doux in die Rhone. Am anderen Rhone-Ufer befindet sich der Ort Tain-l’Hermitage im Département Drôme; beide zählen inzwischen halbamtlich als Doppelstadt und besitzen überregional bekannte Weinanbaugebiete.
Die Gemeinde erhielt die Auszeichnung „Zwei Blumen“, die vom Conseil national des villes et villages fleuris (CNVVF) im Rahmen des jährlichen Wettbewerbs der blumengeschmückten Städte und Ortschaften verliehen wird.

## Geschichte

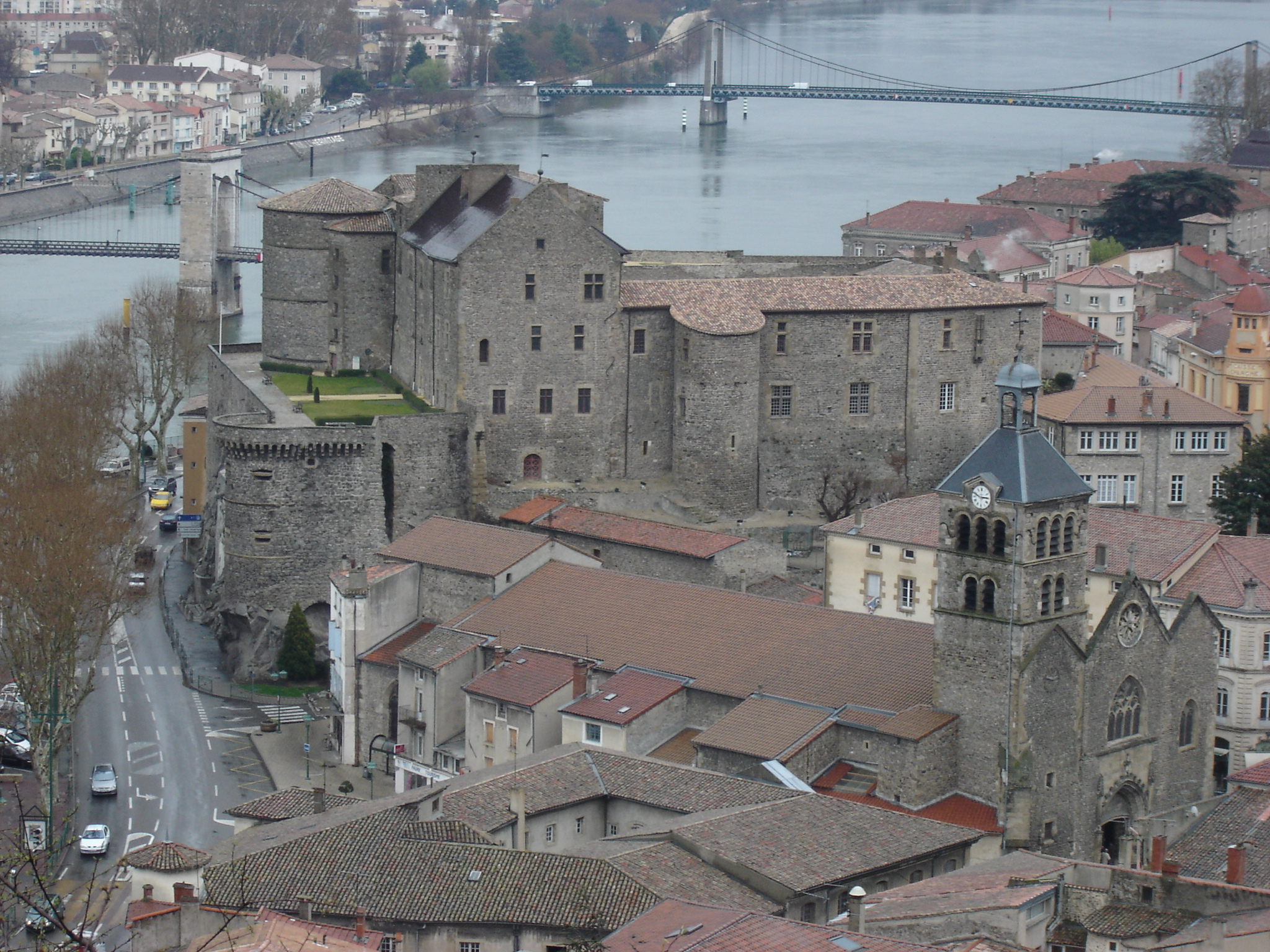
Schloss Tournon und die beiden Hängebrücken über die Rhone

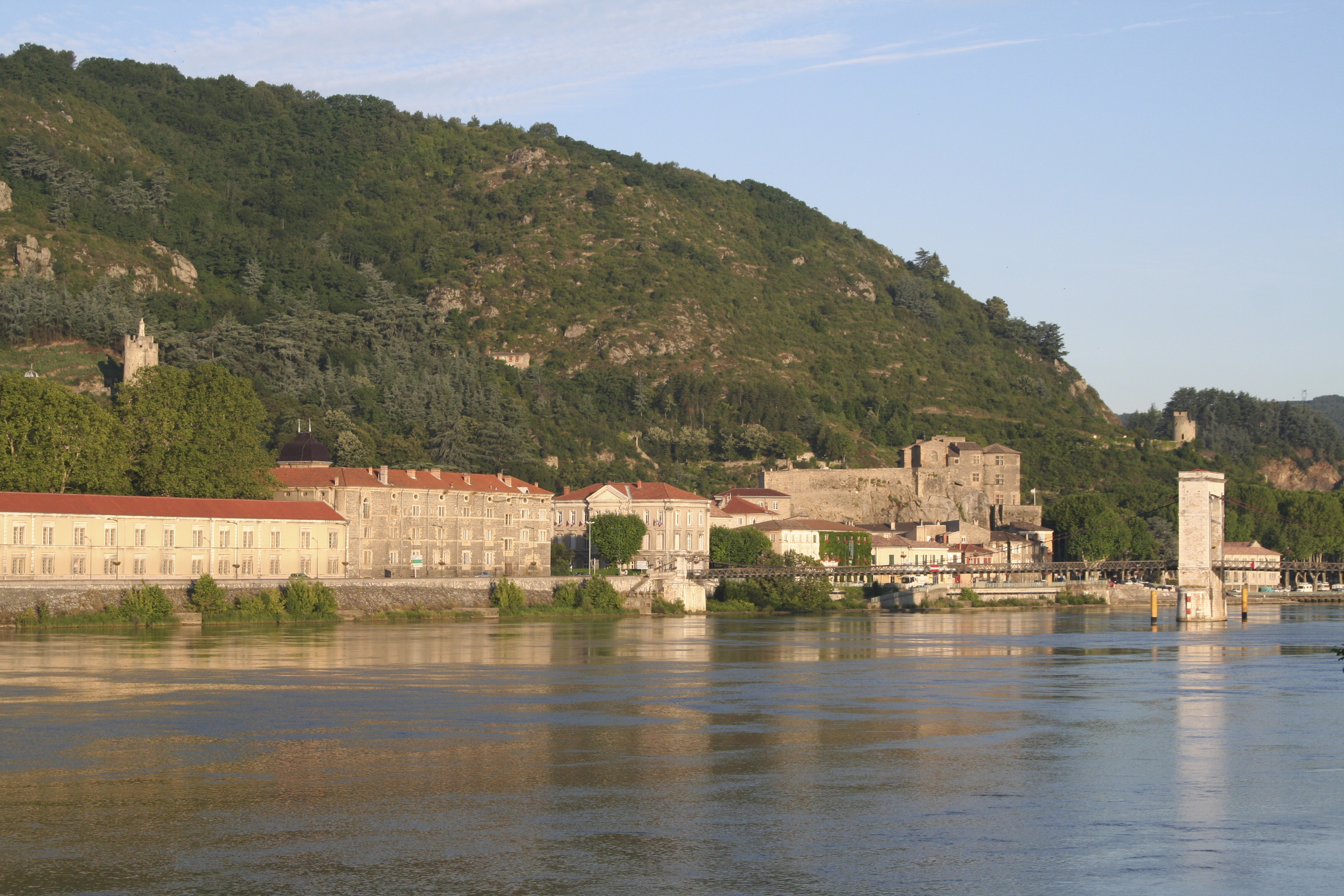
Blick von Osten auf Schloss und Brücke

Der Ort Tournon wurde im Jahr 814 erstmals urkundlich erwähnt. Er befand sich im Privatbesitz der Herren von Tournon. Die vorhandene Burg (Schloss St. Just) wurde von ihnen im Jahr 1102 zu einer Festung erweitert, 1316 ließ man eine weitere Schutzanlage errichten, die im 20. Jahrhundert in ein Stift umgewandelt wurde. Dazu gehört die gut erhaltene Stiftskirche St. Julien. Ein 1339 eröffnetes Hospital ist nicht mehr erhalten.
Im 16. Jahrhundert begann die wirtschaftliche Entfaltung von Tournon. Als bedeutsam erwies sich der Bau einer Stadtmauer mit insgesamt acht Toren. Eines davon bildete einen Wachturm an der Hauptstraße, der auch zur Erhebung von Zoll diente. Ein weiterer Torturm diente der Hinrichtung von Verurteilten, er wird deshalb Turm der Gehängten genannt. Die Einnahmen der Stadt stiegen und die Bevölkerung, im 14. Jahrhundert um 4060 Personen, wuchs. Für die damit verbundene Zunahme der Kinder wurde 1536 eine Jesuitenschule gegründet. Das Bauwerk erhielt nach seinem Förderer den Namen Gabriel Faure und zählt nunmehr zu den ältesten Schulen in Frankreich. Es wurde im 19. Jahrhundert ein staatliches Gymnasium. Die Burganlage, im Laufe der Zeit mehrfach umgebaut, diente später als Gerichtsgebäude und bis 1926 als Gefängnis. Sie ist Besuchern inzwischen zugängig.
Der Stadtkern entwickelte sich um einen zentralen Marktplatz, dessen überdachte Markthalle gut erhalten ist. Zunächst entstanden vielen enge Gassen, zu größeren Teilen mussten sie jedoch dem Ausbau und der Anlage breiterer Straßen weichen.
Am 3. Juli 1954 ereignete sich 10 km nördlich von Tournon ein schwerer Eisenbahnunfall: Aufgrund einer falsch gestellten Weiche stießen ein Güterzug und ein Dieseltriebwagen frontal zusammen. 33 Menschen starben.
Der Namenszusatz sur Rhône wurde der Stadt im Jahr 1989 verliehen.

### Bevölkerungsentwicklung
| Jahr                       | 1962 | 1968 | 1975 | 1982 | 1990 | 1999 | 2006   | 2016   |
| Einwohner                  | 6878 | 7858 | 8732 | 9099 | 9546 | 9946 | 10.582 | 10.234 |
| Quellen: Cassini und INSEE |      |      |      |      |      |      |        |        |

## Wirtschaft
Um Tournon und Tain befinden sich die Weinanbaugebiete Côtes du Rhône, also die Hänge der Rhone, als Teil der Weinbauregion Rhône und die bekannten Weinlagen der Herkunftsbezeichnung Hermitage. Außerdem ist Tournon eine bedeutende Schulstadt für die Region mit fast 6.000 Schülern.
Der Tourismus spielt seit dem Beginn der Personenschifffahrt auf der Rhone um 1920 eine wichtige Rolle für das Wirtschaftsleben.

## Verkehr

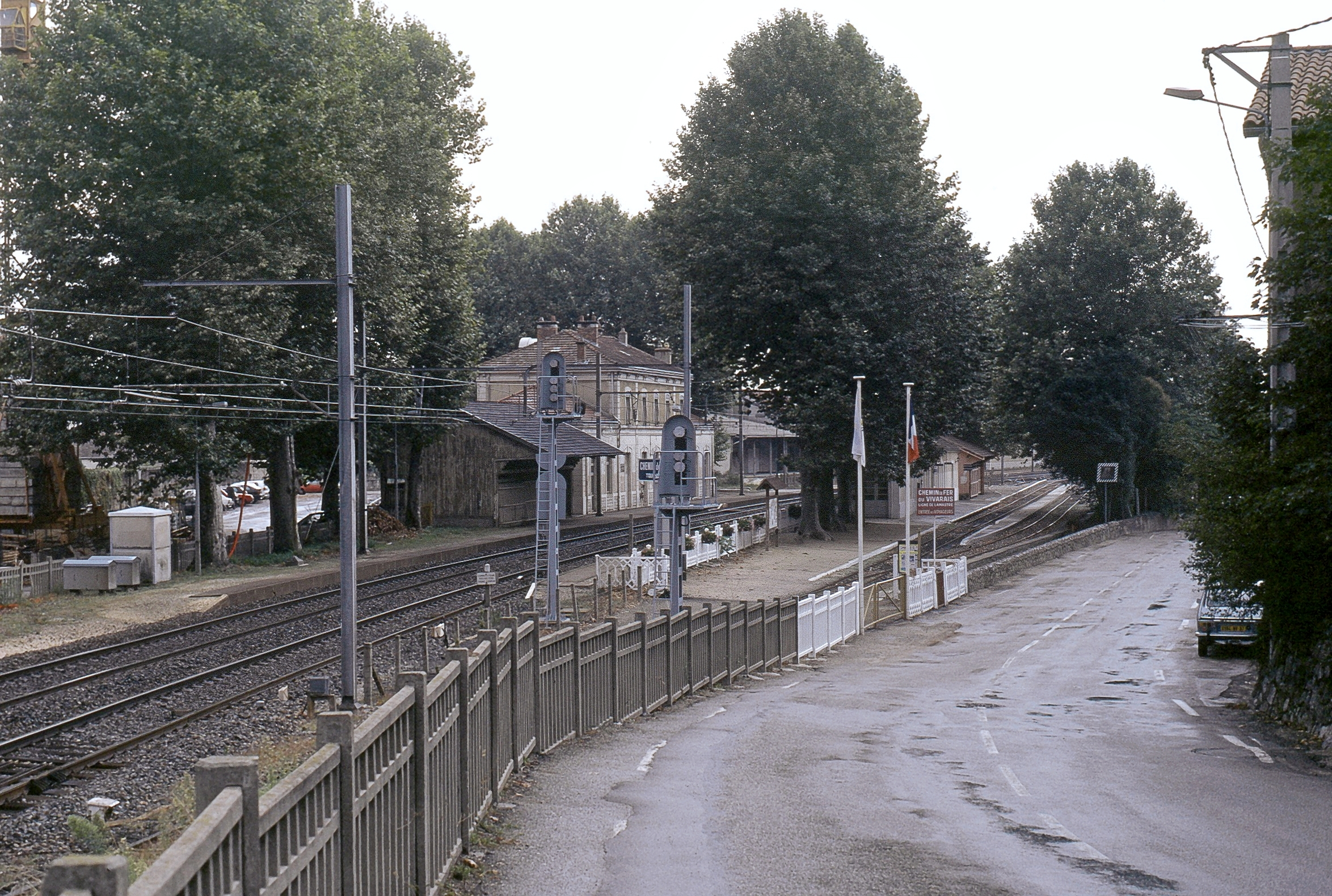
Bahnhof Tournon: links Regelspur, rechts Schmalspur (1998)

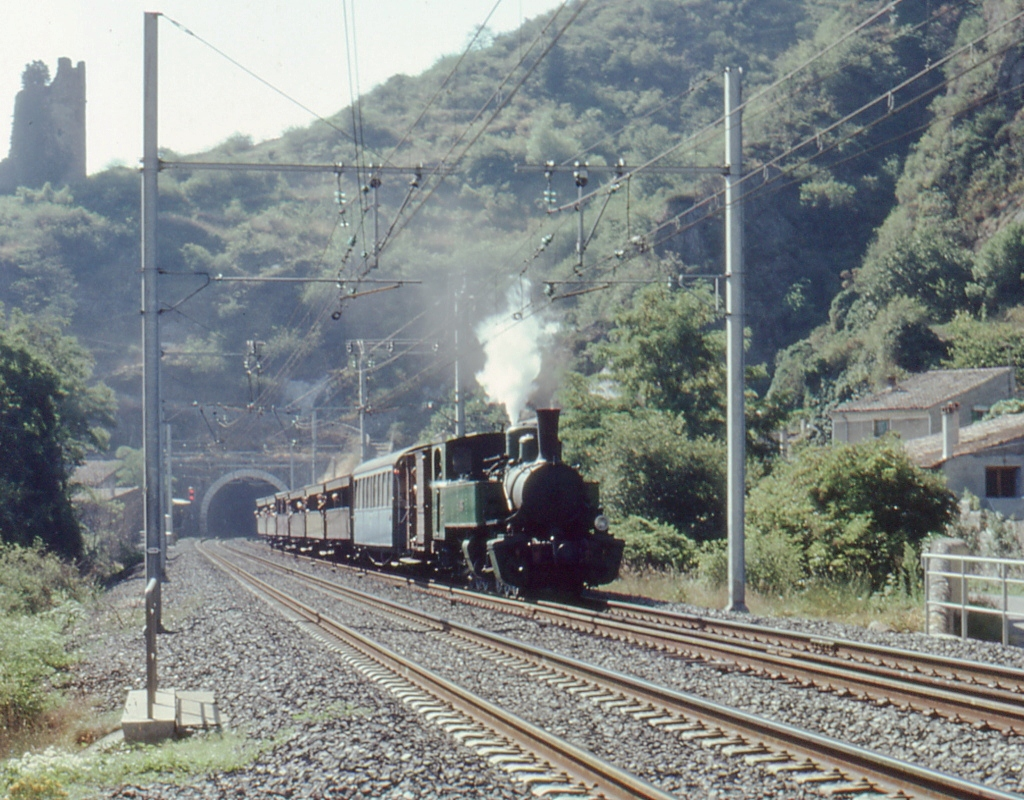
Zug der Museumsbahn auf dem Dreischienengleis beim Verlassen des Tunnels unter dem Burgberg

Tournon hat einen Bahnhof an der Bahnstrecke Givors-Canal–Grezan, die 1880 von der Compagnie des chemins de fer de Paris à Lyon et à la Méditerranée (P.L.M.) eröffnet wurde. 1973 wurde der Personenverkehr auf dieser regelspurigen, zweigleisigen und elektrifizierten Strecke eingestellt. Für den Güterverkehr ist sie hingegen Abschnitt einer vielbefahrenen Magistrale zwischen Paris und dem Mittelmeer. Nächste Bahnstation mit Reiseverkehr ist der Bahnhof Tain-l’Hermitage - Tournon in Tain-l’Hermitage.
Westlich parallel zu den Anlagen des Bahnhofs Tournon liegen jene des Ausgangsbahnhofs der Schmalspurbahn nach Le Cheylard. Diese nutzte auf ihren ersten zwei Kilometern die Strecke der Hauptbahn mit und unterquerte dabei auf einem Dreischienengleis in einem Tunnel den Burgberg von Tournon. 1968 verkehrte auf dieser Bahn der letzte reguläre Zug, zwei Jahre später begann dort der touristische Verkehr. 2008 wurde der Betrieb der Museumseisenbahn eingestellt, deren 2013 eröffneter Nachfolger Train de l’Ardèche erreicht den alten Bahnhof nicht mehr.
Durch die Stadt verläuft von Norden nach Süden die ehemalige Nationalstraße 86, die mittlerweile zur Départementsstraße D 86 abgestuft wurde. Von ihr zweigt im Ort die D 95 ab, die über die südliche Rhonebrücke nach Tain-l’Hermitage und dort zur Nationalstraße 7 führt. Nächste Autobahn ist die Autoroute A 7 („Autoroute du Soleil“) auf der anderen Seite der Rhone; deren Anschlussstelle Tain-l’Hermitage ist ca. 4,5 km von der Altstadt Tournons entfernt.

## Wappen
Beschreibung: In Blau drei (2;1) gemauerte silberne Zinnentürme mit schwarzem Tor und unbeleuchteten Fenstern.

## Bauwerke und Stadtviertel (Auswahl)

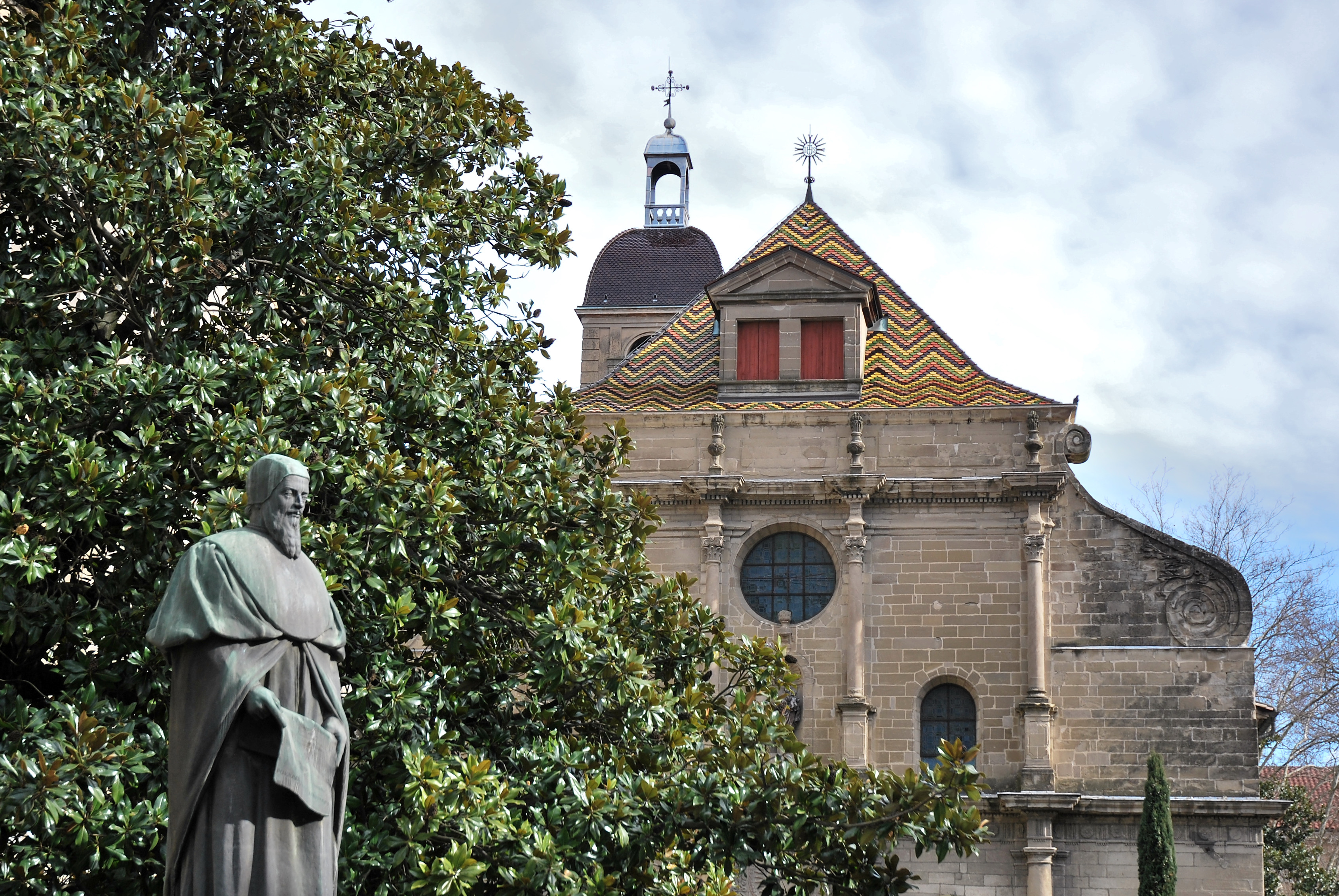
Kapelle am Gymnasium
Gabriel Faure

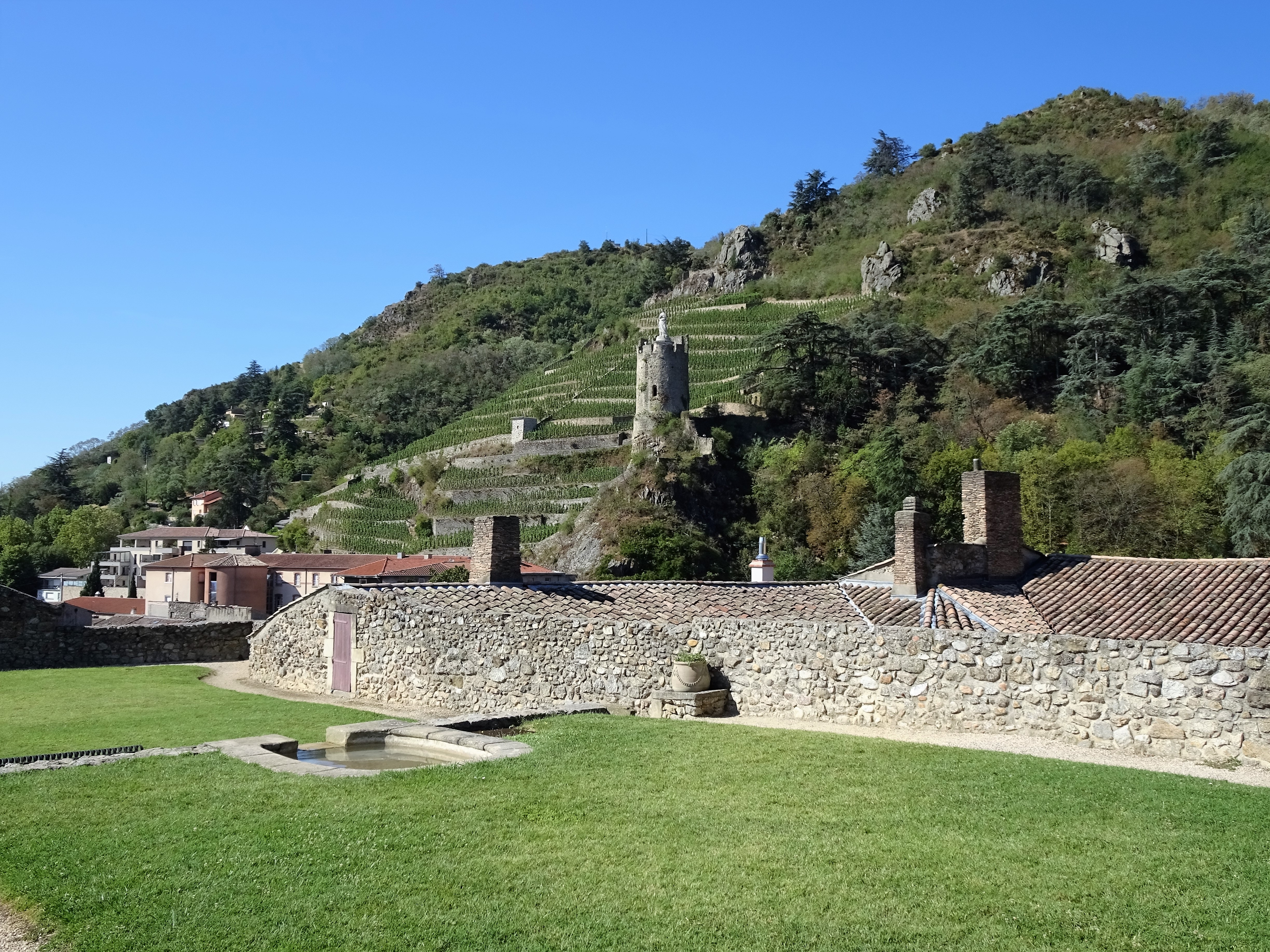
Turm de la Vierge

Zu den sehenswerten Bauwerken von Tournon gehören:
- Turm de la Vierge mit einer Statue der Heiligen Jungfrau am Hang über der Stadt, seit 1927 als Monument historique eingetragen
- historische Altstadt mit Fußgängerzone, Herrenhäusern und Adelssitzen
- Schloss Tournon mit großen Aussichtsterrassen und dem Museum zur Stadtgeschichte, zur historischen Brückenbautechnik des Marc Seguin und zur Rhoneschifffahrt; erbaut im 16. Jahrhundert, verschiedene Komponenten sind als Monument historique klassifiziert
- katholische Stiftskirche St. Julien im Stile der Spätgotik, Nachfolgebau eines romanischen Gotteshauses aus dem 11. Jt. an dieser Stelle;
Die Erhebung zur Stiftskirche erfolgte im Juni 1316, sie wurde unter das Patronat des St Julien de Brioude gestellt. Die Kirche wurde in den Religionskriegen zunächst protestantisch (1563–1579), danach war sie «Temple de l'Etre Suprême» und kehrte 1795 in den Schoß der katholischen Kirche zurück.[3] Verschiedene Komponenten sind als Monument historique klassifiziert oder eingetragen
- Statue der Heiligen Jungfrau am Hang über der Stadt, bei deren Errichtung es Probleme gegeben hat
- Passerelle Marc Seguin, über die Rhone nach Tain-l’Hermitage ein Beispiel der ersten Drahtseil-Hängebrücken Europas, seit 1985 als Monument historique eingetragen
- Gymnasium Gabriel Faure, im 16. Jahrhundert erbaut, in späteren Jahren durch Anbauten erweitert; verschiedene Komponenten sind als Monument historique klassifiziert oder eingetragen
- Ehemaliger Ausgangsbahnhof der Schmalspurbahn von Tournon nach Le Cheylard
- Große Brücke (Pont Grand) über den Fluss Doux, erbaut 1379–1583, die zum Zeitpunkt ihrer Fertigstellung die größte Spannweite der Welt hatte. Ihr Standort ist in Nähe der Museumsbahn-Trasse. Sie ist seit 1954 als Monument historique eingetragen
- Damm Farconnet im Hafenbereich.
- historische Stadtbefestigung
- Haus Rohan-Soubise aus dem 16. und 17. Jahrhundert, seit 1927 als Monument historique eingetragen
- Haus Louis XV; seine Fassade ist seit 1927 als Monument historique eingetragen
- Hôtel du Marquis de la Tourette aus dem 17. Jahrhundert, seit 1936 als Monument historique eingetragen

## Partnerstädte
Tournon unterhält Beziehungen zu folgenden Partnerstädten:
- Erba bei Como in Norditalien, seit 1974
- Fellbach in Deutschland, seit 1978

## Persönlichkeiten
- François de Tournon (1489–1562), Kardinal und Staatsmann, spielte eine Rolle in der französischen Geschichte
- Stéphane Mallarmé (1842–1898), französischer Dichter, war von 1863 bis 1866 Englischlehrer in Tournon[4]
- Marcel Antoine Gimond (* 27. April 1894 in Tournon-sur-Rhône; † 13. Oktober 1961 in Nogent-sur-Marne), Bildhauer und Maler
- Maurice Tavant (1936–2022), Box-Europameister
- Jean-Paul Chifflet (1949–2017), Manager
- Hervé Giraud (* 1957), römisch-katholischer Geistlicher, Bischof von Viviers ab 2024
- Sébastien Joly (* 1979), Radrennfahrer